# Ghoryan (huyện)
Ghoryan là một huyện thuộc tỉnh Herat, Afghanistan. Dân số thời điểm năm 1999 là 52,549 người.